# Vessiólaia Jizn
Vessiólaia Jizn - Весёлая Жизнь (rus) - és un khútor del krai de Krasnodar, a Rússia. És a la vora del riu Bitxevaia, afluent del Sossika, tributari del Ieia. És a 9 km al nord de Pàvlovskaia i a 145 km al nord-est de Krasnodar. Pertany a l'stanitsa de Pàvlovskaia.